# كاميرون ماكنزي
كاميرون ماكنزي (بالإنجليزية: Cameron Mackenzie)‏ هو منافس ألعاب قوى أسترالي، ولد في 10 يناير 1970.

## وصلات خارجية
- كاميرون ماكنزي على موقع الاتحاد الدولي لألعاب القوى (الإنجليزية)
- كاميرون ماكنزي على موقع النتائج التاريخية لألعاب القوى الأسترالية (الإنجليزية)
- كاميرون ماكنزي على موقع أوليمبيديا (الإنجليزية)
- كاميرون ماكنزي على موقع اللجنة الأولمبية الأسترالية (الإنجليزية)